# Od Walii do Brazylii
Od Walii do Brazylii. X piłkarskie mistrzostwa świata – komiks o tematyce sportowej autorstwa Grzegorza Rosińskiego (rysunki). Autorem scenariusza był redaktor naczelny katowickiego "Sportu". Zeszyt ten ukazał się w roku 1975 nakładem wydawnictwa Sport i Turystyka. Komiks ten ukazał się w nakładzie 200 000 egzemplarzy.

## Fabuła komiksu
Tematem komiksu są piłkarskie rozgrywki sportowe, a w szczególności eliminacje reprezentacji Polskiej do dziesiątych mistrzostw świata w piłce nożnej rozgrywanych w Republice Federalnej Niemiec w roku 1974 oraz uczestnictwo w nich.

## Zawartość
Na drugiej stronie jest opis startu reprezentacji w eliminacjach do turnieju mistrzostw świata w Niemczech i streszczenie udziału w tym turnieju. Na stronie trzydziestej piątej są wymienione wszystkie mecze opisane w komiksie od pierwszego meczu eliminacji z Walią do meczu o trzecie miejsce na mistrzostwach z Brazylią. Przy każdym meczu jest data rozgrywki i miejsce rozgrywki, wynik meczu, strzelcy goli, sędziowie, liczba osób na trybunach oraz składy poszczególnych reprezentacji. Na stronie trzydziestej szóstej umieszczono barwną fotografię reprezentacji Polski w piłce nożnej, występującej w tym komiksie wraz z trenerami. Przy każdym zawodniku jest wymieniony ówczesny aktualny klub, w którym grał i wiek zawodnika.

## Wydania
- wydanie I 1975 – Sport i Turystyka, nakład: 200 000 egzemplarzy